# Selvática
Selvática é o terceiro álbum de estúdio da brasileira Karina Buhr. Lançado em 29 de setembro de 2015 pela YB Music.

## Recepção

### Crítica
| Críticas profissionais | Críticas profissionais |
| Avaliações da crítica  | Avaliações da crítica  |
| Fonte                  | Avaliação              |
| ---------------------- | ---------------------- |
| Notas Musicais         | [ 3 ]                  |

Mauro Ferreira, que escreve para o blog Notas Musicais, cita que Selvática é o álbum mais pesado de Buhr elogiando algumas das faixas. Finaliza dizendo que a qualidade autoral eventualmente oscila, mas a poética da artista jamais esmorece.

## Faixas
| N.º            | Título              | Compositor(es)                    | Duração  |  |
| 1.             | "Dragão"            | Karina Buhr                       | 3:53     |  |
| 2.             | "Eu Sou um Monstro" | Buhr                              | 4:16     |  |
| 3.             | "Conta Gotas"       | Buhr Guizado                      | 4:14     |  |
| 4.             | "Pic Nic"           | Buhr Guizado                      | 3:54     |  |
| 5.             | "Esôfago"           | Buhr                              | 2:43     |  |
| 6.             | "Cerca de Prédio"   | Buhr Cannibal                     | 2:47     |  |
| 7.             | "Vela e Navalha"    | Buhr                              | 3:57     |  |
| 8.             | "Rimã"              | Buhr                              | 4:03     |  |
| 9.             | "Alcunha de Ladrão" | Buhr                              | 3:44     |  |
| 10.            | "Desperdiço-Te-Me"  | Buhr                              | 2:34     |  |
| 11.            | "Selvática"         | Buhr André Lima Bruno Buarque Mau | 5:44     |  |
| Duração total: | Duração total:      | Duração total:                    | 00:41:49 |  |